# Козлов, Георгий Потапович
Георгий Потапович Козлов (4 апреля 1890 — сентябрь 1941) — советский военачальник, командующий артиллерией 5-го стрелкового корпуса, генерал-майор (1940). Пропал без вести во время боёв в Белоруссии.

## Биография
Родился 4 апреля 1890 года в Пензе (Засурье, ныне Ахуны), из крестьян. Окончил начальное училище в Пензе в 1902 году, учебную команду в 1912 году. 
1 февраля 1918 года добровольно вступил Красную Армию, начинал с должности инструктор по артиллерии Пензенского сводного советского отряда. 
Член ВКП(б) с 1919 года. 
Участвовал в боях с войсками Колчак на Восточном фронте в 1918–1919 годах, с войсками Врангеля на Южном фронте в 1920 году. Окончил Гражданскую войну командиром батареи 131-го артдивизиона 44-й стрелковой дивизии. С августа 1922 – командир сводного лёгкого артиллерийского полка, командир 44-го лёгкого артдивизиона, врид командира 44-го лёгкого артиллерийского полка, помощник командира 80-го артиллерийского полка, командир 118-го артиллерийского полка. Окончил курсы КУВНАС при академии имени Фрунзе. С 1937 года занимал должность начальника артиллерийского полигона Артиллерийских курсов усовершенствования командного состава в городе Пушкине Ленинградской области. 22 февраля 1938 года был произведён в комбриг и переведён на должность начальника артиллерии 5-го стрелкового корпуса Белорусского военного округа, одновременно с этим награждён Орденом Красного Знамени.
С 8 сентября 1939 года занимал должность начальника артиллерии армейской группы Московского военного округа, но был понижен. C 4 июня 1940 года генерал-майор. До войны, согласно имеющимся сведениям, занимал должность начальника Рязанского артиллерийского училища, что противоречиво, так как указываются и другие начальники в тот же период. 
В начале Великой Отечественной войны - начальник артиллерии 5-го стрелкового корпуса 10-й армии 3ападного фронта,  заместитель командующего 10 армии по артиллерии. 29 июня 1941 года корпус был разгромлен в районе Деречина. 
Генерал-майор Козлов пропал без вести, но, по некоторым сведениям, не погиб сразу, а после разгрома корпуса выжил и пытался выйти из окружения. Видимо в один из боёв он погиб, либо скончался от полученных ран. В любом случае, сведения о нём исчезают после середины сентября 1941 года. . 
Останки генерала не обнаружены до сих пор.
Был женат на Козловой Галине Павловной, урождённой Лучицкой.